# Willi Gerk
Willi Gerk (* 1990 in Omsk, Russische SFSR, Sowjetunion) ist ein deutscher Schauspieler.

## Leben
Willi Gerk wurde 1990 im sibirischen Omsk geboren, zog aber schon bald mit seiner Familie nach Hamburg. Seinen ersten Fernsehauftritt hatte er 2001 in einer Folge der Fernsehserie Alphateam – Die Lebensretter im OP auf Sat.1. Schon bald folgten größere Auftritte, so etwa in Die Hollies (2004) und im Kinofilm Max und Moritz Reloaded (2005), in dem Gerk eine der Hauptrollen übernahm. Seitdem war Gerk in zahlreichen weiteren Kino- und Fernsehproduktionen zu sehen, darunter etwa im 2010 erschienen Picco oder im 2011 ausgestrahlten Fernsehfilm Homevideo.

## Filmografie (Auszug)
- 2001: Alphateam – Die Lebensretter im OP (Fernsehserie, Folge Familienbande)
- 2004: Die Hollies
- 2004: Tatort – Verlorene Töchter
- 2005: Großstadtrevier, (Fernsehserie, Folge Einsame Helden)
- 2005: Der Dicke (Fernsehserie, Folge Bauernopfer)
- 2005: Max und Moritz Reloaded
- 2005: Der Ermittler (Fernsehserie, Folge Zahltag)
- 2005: Die Nacht der großen Flut
- 2007: Notruf Hafenkante (Fernsehserie, Das schwarze Kleid)
- 2007: Der andere Junge
- 2007: 4 gegen Z (Fernsehserie, Folge Reise ins Nichts)
- 2007: Der Landarzt (Fernsehserie, vier Folgen)
- 2007: Die Weihnachtswette
- 2008: Späte Rache – Eine Familie wehrt sich
- 2008: Die Pfefferkörner – Zündstoff
- 2009: Tatort: Schiffe versenken
- 2009: Wenn die Welt uns gehört
- 2009: Der Kriminalist (Fernsehserie, Folge Die Kronzeugin) KI
- 2010: Picco
- 2010: Die Kinder von Blankenese
- 2010: Mein Song für Dich
- 2011: Homevideo
- 2011: Küstenwache (Fernsehserie, Folge Verlorene Unschuld)
- 2011: Die Pfefferkörner –  Eigentor
- 2013: Notruf Hafenkante (Fernsehserie, Folge Gefangen)
- 2015: Sibel & Max (Fernsehserie)
- 2017: Matula